# Ljungaverk
Ljungaverk ist ein Ort in der Gemeinde Ånge in der schwedischen Provinz Västernorrlands län beziehungsweise der historischen Provinz Medelpad. Er liegt etwa zwanzig Kilometer östlich von Ånge an der Bahnstrecke Sundsvall–Storlien sowie an der Europastraße 14.
Vor 2015 galt Ljungaverk als eigenständiger Tätort  mit zuletzt 885 Einwohnern (2010). Seither wird es als Teil des Tätorts Fränsta och Ljungaverk geführt, da das Gebiet zwischen entlang der Straße in Richtung der etwa sechs Kilometer östlich gelegenen Ortsmitte des etwas größeren Fränsta faktisch durchgehend bebaut ist.
Der Name des Ortes setzt sich aus dem den Ort durchfließenden Fluss Ljungan und dem aus der deutschen Sprache bekannten Begriff Werk für eine Ansammlung von Industrieanlagen zusammen.

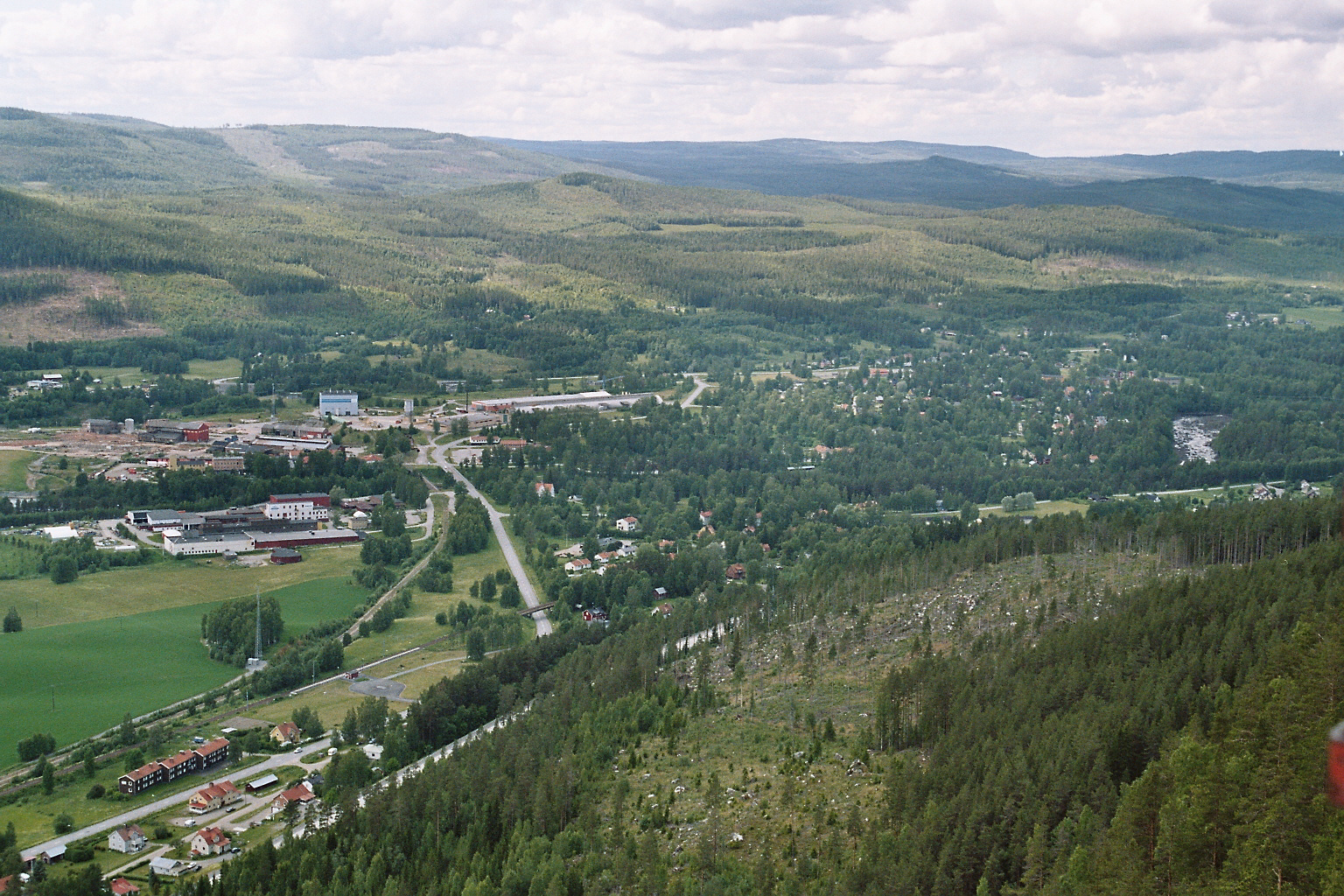
Blick auf Ljungaverk
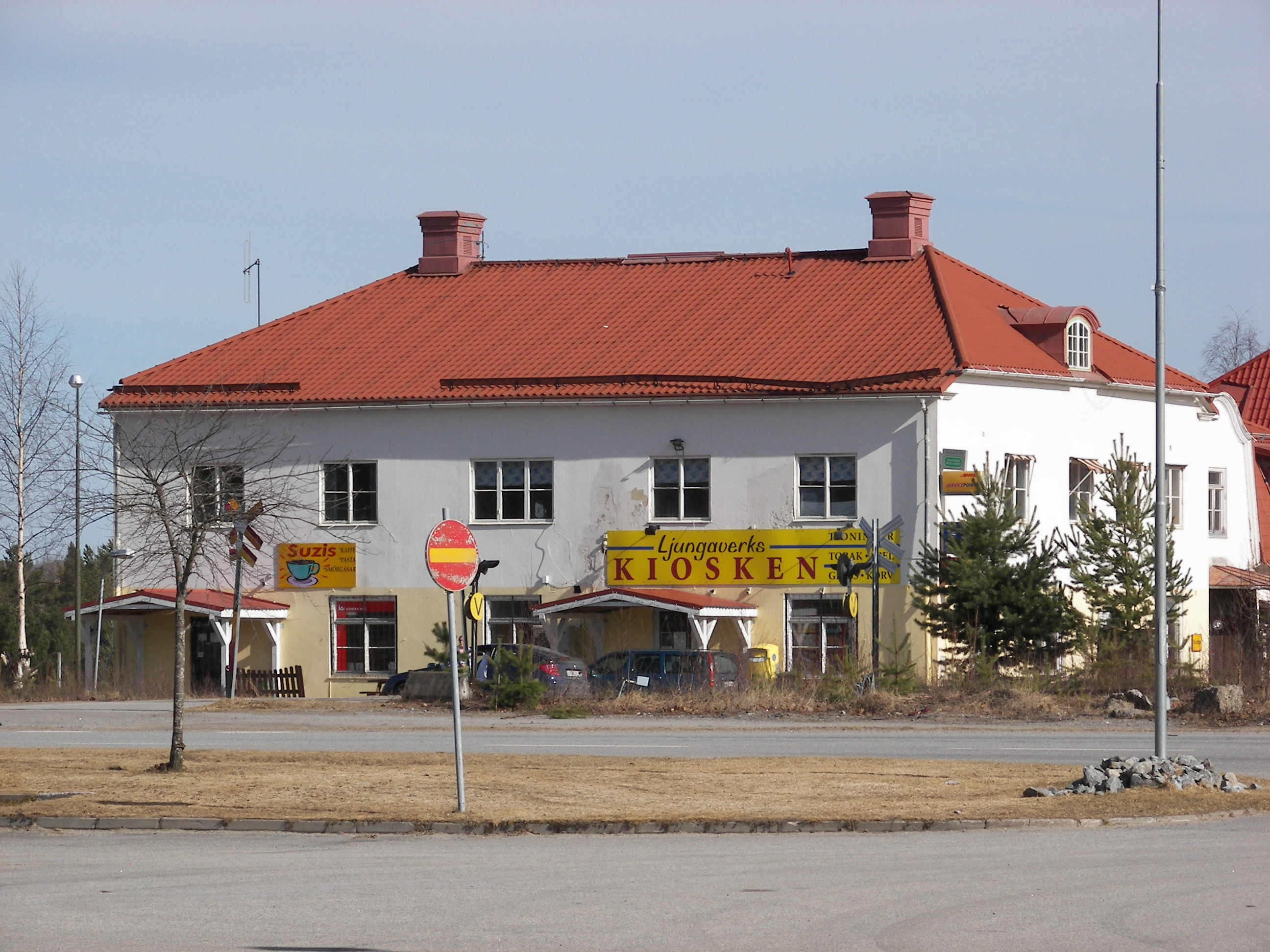
Einkaufsmöglichkeit
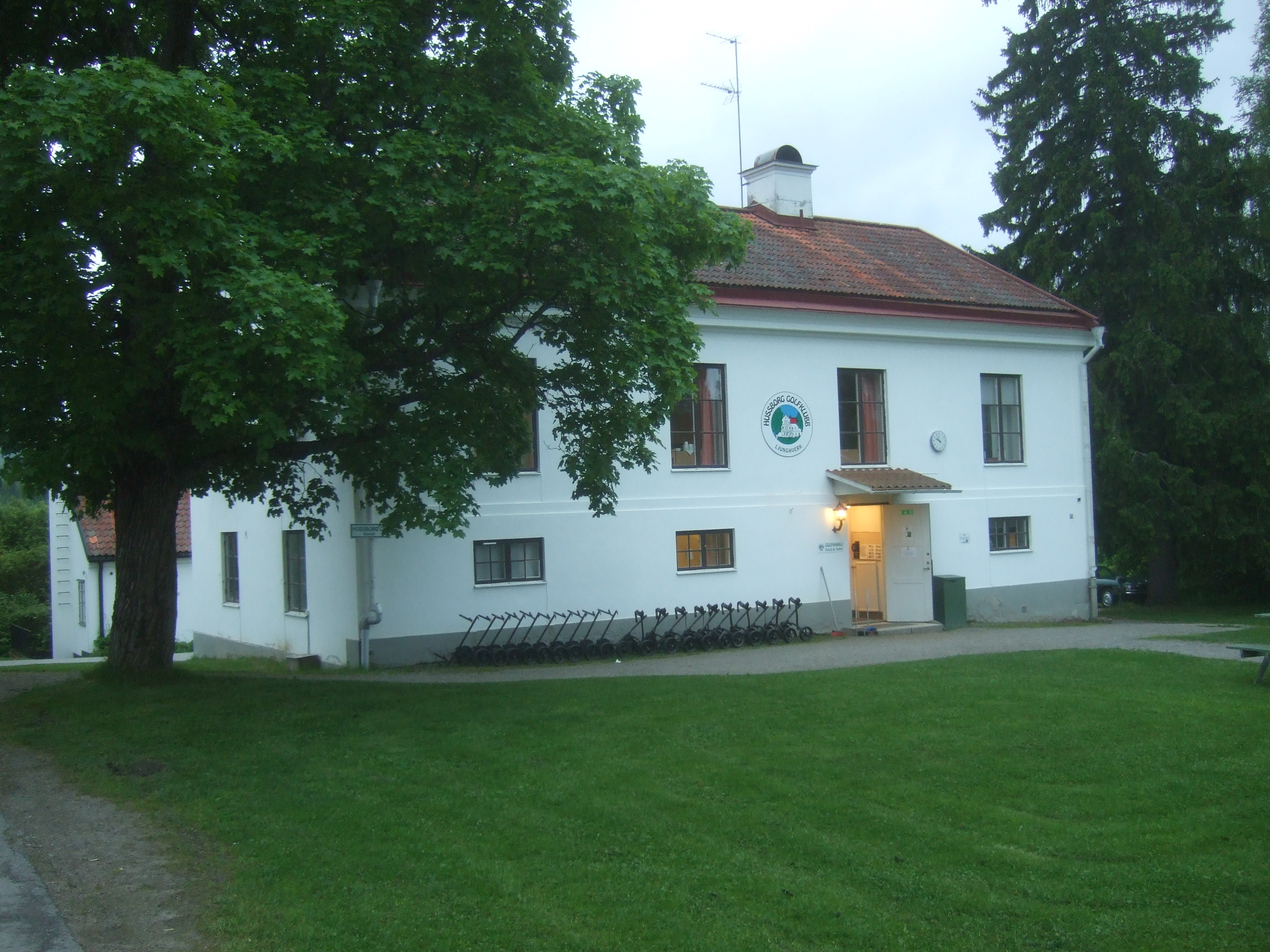
Golfclub
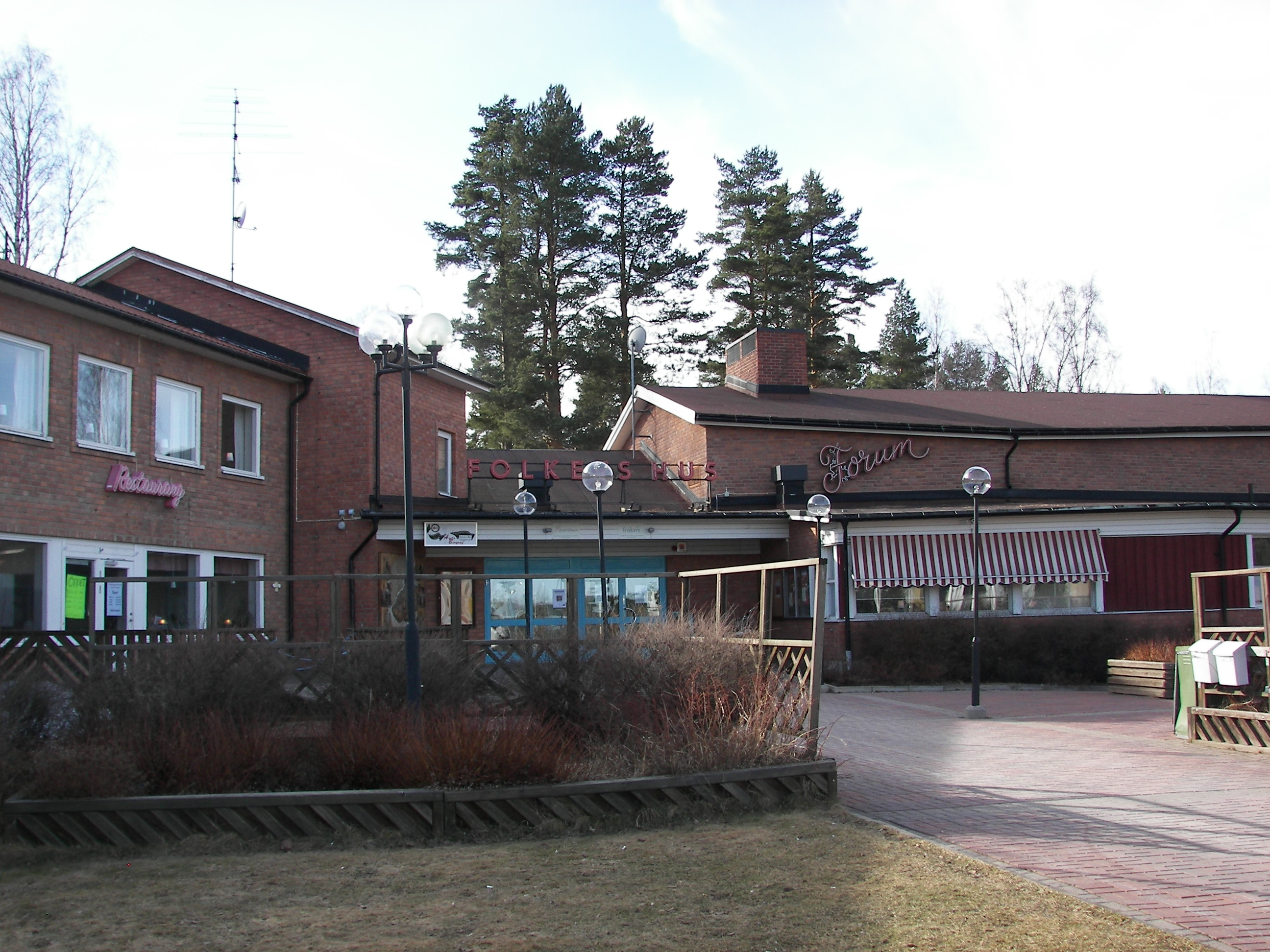
Volkshaus